# 汪偉 (弘治進士)
汪偉（1471年—？），字器之，號閑齋，江西廣信府弋陽縣人，民籍，明朝政治人物。

## 生平
弘治五年（1492年）壬子科江西鄉試第二名舉人，九年（1496年）丙辰科會試第六十七名，三甲第一名進士。選庶吉士，授翰林院檢討。因兄汪俊得罪劉瑾，其被連坐調南京禮部儀制司主事。正德五年（1510年）劉瑾被誅後復原職，八年（1513年）升南京國子監司業，十三年（1518年）升祭酒，嘉靖元年（1522年）七月升南京禮部右侍郎，二年八月調南京吏部右侍郎，三年（1524年）五月升北吏部右侍郎，同年大禮議時率領廷臣屢次抗議力爭，至席書、張璁議行時，亦不改變主張，八月升吏部左侍郎，十月被給事中陳洸論劾罷職，卒於家，天啟三年（1623年）贈禮部尚書。

## 家族
曾祖汪志福，岷王府教授；祖父汪仲端，贈南京刑部郎中；父汪鳳，貴州布政使司左參政。母祝氏（封宜人）。具庆下。兄汪僎（工部郎中）、汪佐、汪佑、汪俊（翰林院庶吉士），弟汪佃、汪代、汪佾。